# 消防處西九龍救援訓練中心

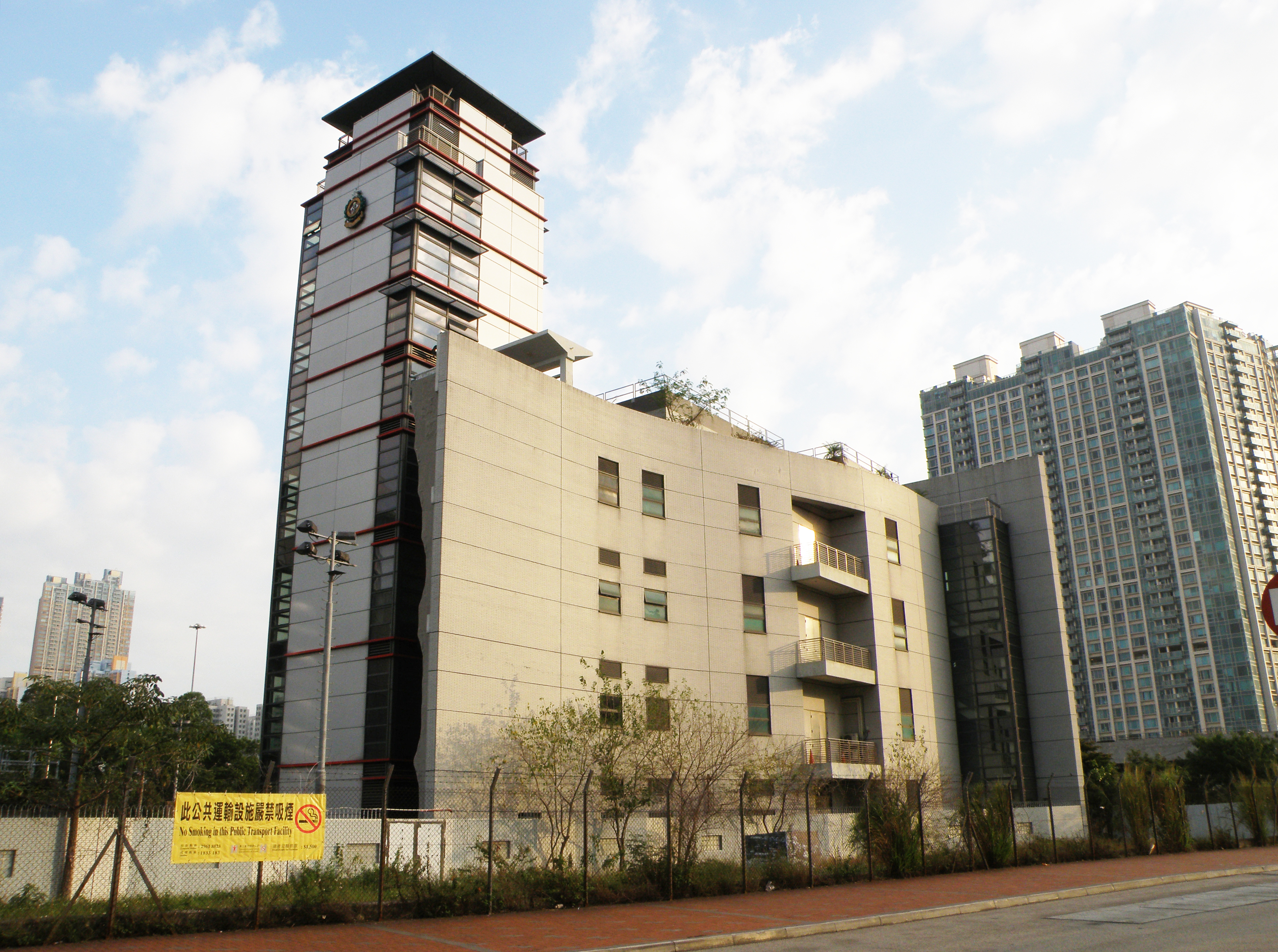
消防處西九龍救援訓練中心

消防處西九龍救援訓練中心（英語：Fire Services Department West Kowloon Rescue Training Centre）位於香港西九龍渡華路8號，與民眾安全服務隊總部接連，於2006年11月6日啟用。西九龍救援訓練中心隸屬於香港消防處，為其主要訓練及培訓機構之一，主要功能為提供持續訓練課程，例如在模擬隧道和迷宮裡進行搜索及救援，並且在不同的情況下進行真火訓練，以加強消防人員處理不同類型火災和其他災難的技巧。
消防處西九龍救援訓練中心亦為特種救援隊的主要訓練場所。

## 建築
西九龍救援訓練中心與民眾安全服務隊總部連接，操場、攀石牆及瓦礫堆等均為共用設施。西九龍救援訓練中心的訓練大樓樓高9層，由地下至4樓均設有最先進的救援及滅火訓練設施，其餘5層則用作救援塔之用。為了提高消防人員應付不同類型火災的實戰能力，訓練大樓內其中兩層更設有真火訓練室，內有14個不同火場環境和相關室內模擬物，包括住宅區、酒店區、工業區及卡拉OK等。
為了準備應付香港海洋公園纜車及新建成的昂坪360、大廈倒塌、貨櫃碼頭和吊船等嚴重事故及不同類型的救援工作，西九龍救援訓練中心設備高空拯救工具及重型拯救工具，讓拯救人員可靠繩索自由上落。此外，訓練大樓設有迷宮式搜索訓練場及大樓地下的全長52米的模擬隧道和管道等，用以提高消防人員於密閉和狹窄的空間內進行搜索及拯救等技巧。
此外，救援中心設有嚴密的監察設施，以確保受訓者的安全，包括紅外線感應器、壓力感應器及閉路電視等等。

## 歷史
西九龍救援訓練中心於2006年11月6日起啟用，訓練大樓共費逾9,000萬港元，其餘設施共費逾2,000萬港元。

## 相關參見
- 消防訓練學校
- 消防處救護訓練學校
- 坍塌搜救專隊訓練場